# Phúc Âm Kells
Phúc Âm Kells, hay Sách Kells (tiếng Ireland: Leabhar Cheanannais), là một thủ bản minh họa Phúc Âm viết bằng tiếng Latinh, bao gồm bốn Phúc Âm quy điển thuộc Tân Ước cùng với những chú dẫn, bảng biểu. Cuốn sách được chế tác bởi các tu sĩ Celt theo truyền thống thánh Côlumba, có thể là tại nhiều nơi ở Đại Anh và Ireland. Với những hình minh họa đầy màu sắc và bí ẩn, cuốn sách là kiệt tác của thư pháp phương Tây và một trong những bảo vật quan trọng nhất của Ireland, đồng thời khiến cho nhiều thế hệ học giả dành thời gian nghiên cứu những chi tiết trên sách. Sau nhiều lần thất lạc, cuốn sách vẫn được bảo quản gần như nguyên vẹn, trừ trang bìa khảm vàng và đá quý bị mất, hiện lưu trữ tại thư viện của Trinity College tại Dublin.